# Messerschmitt P.141
Die Messerschmitt P.141 war der Entwurf eines zweimotorigen Transportflugzeugs der deutschen Messerschmitt AG aus den 1960er Jahren.

## Geschichte
Anfang der 1960er Jahre wurden als zivile Transportflugzeuge überwiegend umgerüstete Verkehrsflugzeuge und ehemalige Militärtransporter mit Kolbenmotoren eingesetzt. Messerschmitt erwartete, dass sich in den hochentwickelten Ländern bei wachsendem Frachtaufkommen Transportflugzeuge mit Strahltriebwerken durchsetzen würden. In weniger entwickelten Ländern würden dagegen Billigkeit, Einfachheit, Robustheit und Vielseitigkeit eines Transportflugzeugs im Vordergrund stehen. Für diese Anforderungen wurde die P.141 entworfen. Sie sollte ca. 3,5 t Nutzlast befördern, mehr als doppelt sie viel wie bereits in Entwicklung befindliche Short Skyvan. Bei der Projektierung wurde auf eine einfache und billige Fertigung, geringen Unterhaltungsaufwand und Reparaturmöglichkeiten mit einfachsten Mitteln durch Personal ohne ausgesprochenen Spezialkenntnisse Wert gelegt. Das Flugzeug sollte auch bei relativ wenigen Flugstunden im Jahr noch wirtschaftlich betrieben werden können.
Das Projekt wurde wie auch das Kurzstrecken-Verkehrsflugzeug P.160 oder das Geschäftsreiseflugzeug Me 308 nicht verwirklicht.

## Konstruktion
Die P.160 wurde als zweimotoriger abgestrebter Schulterdecker mit ungepfeilten nahezu rechteckigen Tragflächen und einem doppelten Seitenleitwerk entwickelt. Vorgesehen war ein starres Bugradfahrwerk mit einem doppelt bereiften Bugrad und einfach bereiften Hauptfahrwerken. Die tragenden Teile sollten aus Leichtmetall, andere Teile aus glasfaserverstärktem Kunststoff bestehen. Der Rumpf sollte einen abgerundeten Rechteckquerschnitt erhalten. Die Pilotenkabine sollte auf den Rumpf aufgesetzt werden. Aufschwenkbare Bug- und Hecktore sollten ein gleichzeitiges Be- und Entladen ermöglichen. Der Nutzraumboden sollte die gleiche Höhe wie LKW-Pritschen haben. Alle Steuer sollten mechanisch betätigt werden, auf Hydraulik wurde verzichtet. Äußerlich hätte das Flugzeug der Short Skyvan geähnelt, wäre aber deutlich stärker motorisiert gewesen.

## Technische Daten
| Kenngröße             | Daten                               |
| --------------------- | ----------------------------------- |
| Besatzung             |                                     |
| Passagiere            | max. 31                             |
| Länge                 | 14,40 m                             |
| Spannweite            | 22,00 m                             |
| Höhe                  | 4,80 m                              |
| Flügelfläche          | 44,00 m²                            |
| Flügelstreckung       | 11,0                                |
| Leermasse             |                                     |
| Startmasse            | 8200 kg                             |
| Reisegeschwindigkeit  | 370 km/h                            |
| Höchstgeschwindigkeit |                                     |
| Dienstgipfelhöhe      | 7500 m, mit einem Motor 3000 m      |
| Reichweite            | 1800 km                             |
| Startstrecke          | 580 m                               |
| Landestrecke          | 635 m                               |
| Triebwerke            | 2 × Turboprop Bastan mit je 1000 PS |